# Carracedelo
Carracedelo – gmina w Hiszpanii, w prowincji León, w Kastylii i León, o powierzchni 32,43 km². W 2011 roku gmina liczyła 3680 mieszkańców.